# Benedykt XIV
Benedykt XIV (łac. Benedictus XIV, właśc. Prospero Lorenzo Lambertini; ur. 31 marca 1675 w Bolonii, zm. 3 maja 1758 w Rzymie) – włoski duchowny katolicki, 247. papież w okresie od 17 sierpnia 1740 do 3 maja 1758.

## Życiorys

### Wczesne życie
Urodził się w rodzinie szlacheckiej; był synem senatora Marcello Lambertiniego i Lucrezii Bulgarini. Studiował teologię w Collegium Clementinum w Rzymie, a następnie w Sapienzy, gdzie uzyskał tytuł doktora utroque iure. Pracował m.in. w inkwizycji rzymskiej, był kanonikiem bazyliki laterańskiej i prałatem Jego Świątobliwości. W 1713 przyjął święcenia subdiakonatu. Po błyskotliwej karierze w Kurii Rzymskiej w 1724 został biskupem tytularnym Teodozji, a w 1727 biskupem Ankony. Benedykt XIII wyniósł go do godności kardynalskiej 9 grudnia 1726, jednak nominację tę ogłosił publicznie dopiero 30 kwietnia 1728. W 1731 Klemens XII nadał mu arcybiskupstwo w Bolonii. Miał znaczny wpływ na rozwój prawa kanonicznego, zaś jego dzieło De synodo dioecesana przez długi czas wywierało wpływ na sposób przeprowadzania synodów diecezjalnych. Jego drugie dzieło było podstawą do przeprowadzania późniejszych procesów beatyfikacyjnych i kanonizacyjnych.
Kardynał Lambertini był członkiem pięciu kongregacji kurialnych: Świętego Oficjum, Kongregacji ds. Biskupów i Zakonników, Kongregacji ds. Obrzędów, Kongregacji ds. Soboru Trydenckiego i Kongregacji ds. Dyscypliny Zakonnej.

### Wybór na papieża
Po śmierci Klemensa XII konklawe należało do najdłuższych w ostatnich stuleciach i trwało ponad pół roku. Wybory utrudniał brak jednomyślności w bloku Burbonów, ostatecznie głosami wszystkich kardynałów (poza własnym) 17 sierpnia 1740 wybrany został na papieża i przyjął imię Benedykt XIV.

### Pontyfikat

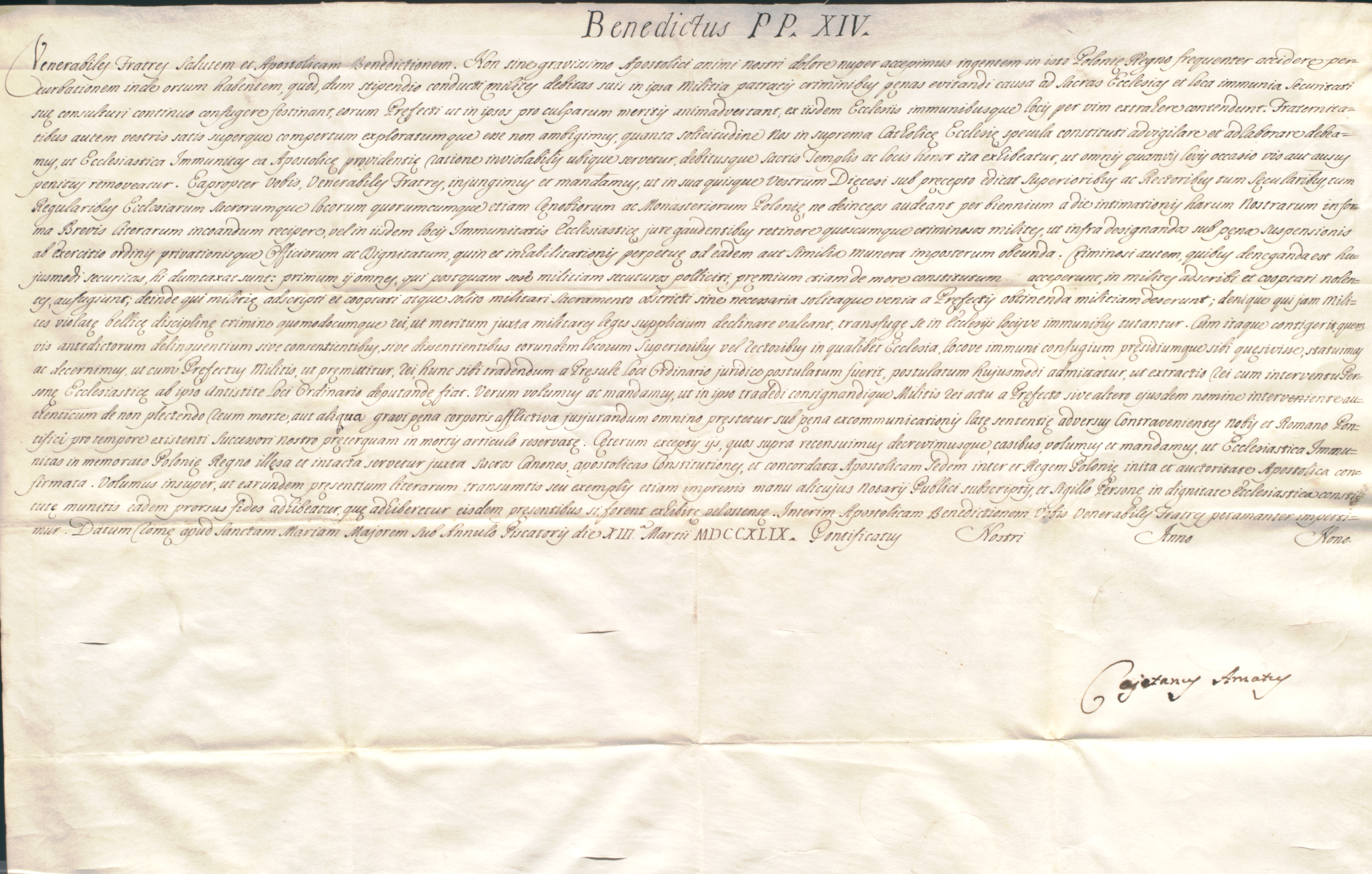
Benedykt XIV, papież, nakazuje arcybiskupom i biskupom w Królestwie Polskim ogłosić, że na 2 lata zostaje zawieszone prawo azylu dla chroniących się w kościołach zbiegłych żołnierzy.

Główną linią jego pontyfikatu było zrezygnowanie ze sztywnej postawy oraz uznanie sytuacji jaka powstała w wyniku XVI-wiecznej reformacji. W polityce odznaczał się tolerancją i ustępliwością w zakresie tradycji i spraw prestiżowych kierując się jedynie interesami Kościoła i religii nawet za cenę ofiar, które dotąd uznawane były za niemożliwe. Ta ugodowa postawa wobec żądań władców zarówno katolickich, jak i protestanckich przyczyniła się do poprawy sytuacji Kościoła.
Dzięki pojednawczej naturze i częściowej rezygnacji z uprawnień Stolicy Apostolskiej doprowadził w 1741 do rozwiązania sporu z Sardynią i Królestwem Neapolu. W 1753 udało mu się zawrzeć konkordat z Hiszpanią, a cztery lata później z Austrią. Porozumienia z państwami z półwyspu iberyjskiego, były daleko idące i dawały ich władcom duże uprawnienia w kwestii nominacji kościelnych. W uzgodnieniach z Portugalią, papież przyznał królowi Janowi V tytuł „najwierniejszego”. Uznanie przez papieża Królestwa Prus znacznie poprawiło sytuację katolików pruskich zwłaszcza na obszarze Śląska zaanektowanego przez Prusy. Benedykt XIV uznał także tytuł króla Fryderyka II, dzięki czemu zapobiegł utworzeniu niezależnego Kościoła pruskiego. Zdecydowanie gorzej poszło papieżowi w czasie walki o sukcesję austriacką, po śmierci cesarza Karola VI – najpierw papież zbyt późno poparł kandydaturę Marii Teresy (córki cesarza), a następnie uznał elekcję Karola VII. Po jego śmierci, zachował neutralność w czasie elekcji Franciszka I.
Papież Benedykt XIV występował przeciw tajnym stowarzyszeniom, był przeciwny wolnomularstwu, które potępił w 1751, katolikom zakazał przynależności do masonerii pod karą ekskomuniki. Zwalczał także jansenizm. Papież Benedykt XIV zatwierdził regułę redemptorystów i redemptorystek – Zgromadzenia Najświętszego Odkupiciela. W odpowiedzi na wnioski wielu książąt i rządów, dążących do zracjonalizowania procesu pracy, zmniejszył liczbę obowiązujących świąt kościelnych, które w ciągu wieków w niektórych państwach stale narastały. W 1742 rozstrzygnął spór o ryty – zabronił używania rytu chińskiego i malabarskiego, co utrudniło pracę misyjną. Doprowadziło to do sporu z jezuitami, na tyle poważnego, że w owych czasach pojawiały się prośby o jego rozwiązanie. Krótko przed swoją śmiercią wystąpił przeciw zakonowi w Portugalii, nakazując kardynałowi Saldanha da Gamie dogłębne zbadanie działalności jezuitów, zwłaszcza w kontekście oskarżeń o nieprzestrzeganie reguł i zajmowanie się handlem.
W Państwie Kościelnym zredukował podatki, wprowadził oszczędności w utrzymaniu dworu papieskiego, zmniejszył wydatki na wojsko. Popierał rozwój handlu i rolnictwa. Ustanowił kongregację do oceny prac biskupów oraz kongregację odpowiadającą na pytania biskupów. Zobowiązał także biskupów do szkolenia księży, wizytowania parafii i propagowania misji, a także wydał konstytucję nakazującą biskupom zamieszkać w swoich diecezjach. Konstytucją Dei miseratione ustanowił 3 listopada 1741 urząd obrońcy węzła małżeńskiego w procesach o nieważność małżeństwa. Bullą Matrimonia wydaną 4 listopada 1741, znaną jako Declaratio Benedictina, która częściowo nadal obowiązuje, uregulował sprawy małżeństw mieszanych. Zapoczątkował reformę brewiarza, w 1748 wydał nowe martyrologium, 1752 ceremoniał i pontyfikał biskupi.
W konstytucji Vix perventi z 1 listopada 1745 zajął stanowisko w sporze o lichwę. Wyraził negatywne stanowisko Kościoła w sprawie oprocentowanych pożyczek pieniężnych, jednakże uznał za godziwe dochody z innych kontraktów nie posiadających formy umowy pożyczkowej. Kongregacji Indeksu ksiąg zakazanych przekazał w 1753 nowe dyrektywy, które wskazują jak szanował swobodę wyrażania poglądów. Jego starania doprowadziły do uchylenia wielu zakazów – z indeksu wykreślone zostały między innymi dzieła Galileusza.
Benedykt XIV był mecenasem sztuki i nauki, jego działalność uzyskała uznanie i szacunek nie tylko wśród katolików, ale także protestantów. Monteskiusz nazwał Benedykta XIV papieżem uczonych, a wielu uczonych dedykowało papieżowi swoje prace. W 1740 filozof francuski Wolter dedykował mu swą tragedię Mahomet. Wzbogacił Bibliotekę Watykańską, nabył posągi do muzeum na Kapitolu i stworzył galerię obrazów. W Pałacu Watykańskim utworzył Muzeum Chrześcijańskiej Sztuki Antycznej. Odrestaurował również wiele kościołów. Założył 4 akademie papieskie: historii Kościoła, historii prawa kanonicznego, badań nad starożytnością chrześcijańską i rzymską oraz liturgiki. Przeprowadził reformę Accademii dei Lincei w Rzymie, zlecił jej badania przyrodnicze. W uniwersytecie Sapienza ufundował katedry chemii oraz matematyki. Za jego pontyfikatu Rzym stał się jednym z ośrodków oświecenia chrześcijańskiego. W czasie jego pontyfikatu ozdobiona została portretami wszystkich papieży rzymska bazylika św. Pawła za Murami. Od tego czasu mozaikowe portrety papieży są systematycznie uzupełniane. Z jego polecenia architekt Ferdinando Fuga wzniósł nową bazylikę św. Apolinarego.

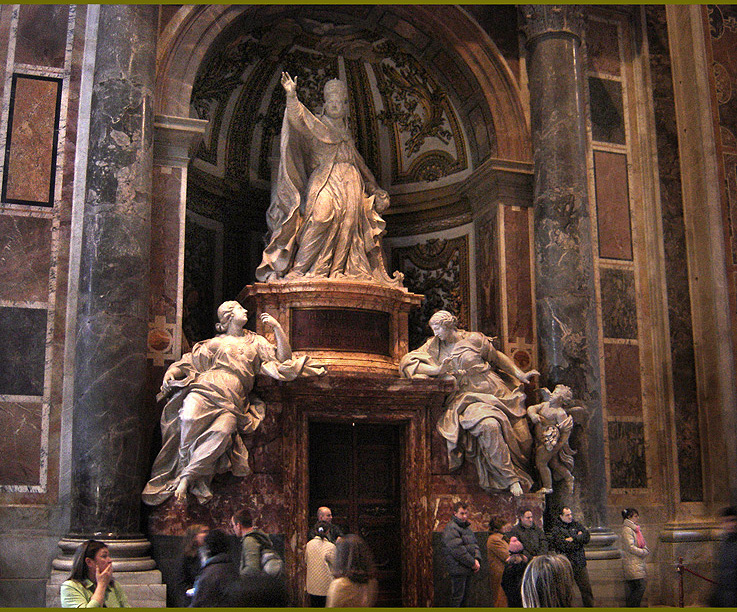
Grób Benedykta XIV w Bazylice Świętego Piotra

Kreował 64 kardynałów na siedmiu konsystorzach. Papież Benedykt XIV został pochowany w bazylice św. Piotra.